# (23189) 2000 PT23
2000 بي تي 23 (ويعرف أيضًا باسم (23189) 2000 بي تي 23 وفق تسمية الكوكب الصغير) (بالإنجليزية: 2000 PT23)‏ هو كويكب ضمن حزام الكويكبات؛ وترتيبه 23189 من حيث الاكتشاف.
اكتُشف هذا الجُرم الفلكي بواسطة بحث لنكولن عن الكويكبات القريبة من الأرض في 2 أغسطس 2000.

## وصلات خارجية
- (23189) 2000 PT23 في قاعدة بيانات مختبر الدفع النفاث لأجرام النظام الشمسي الصغيرة

- الاكتشاف · مخطط المدار ·  العناصر المدارية · المعلمات المادية

- (23189) 2000 PT23 على موقع ويكي سكاي: DSS2, SDSS, GALEX, IRAS, Hydrogen α, X-Ray, Astrophoto, Sky Map, Articles and images